# Here We Go (NSYNC)
Tearin' Up My Heart è un singolo della boy band statunitense NSYNC, pubblicato il 5 maggio 1997 come terzo estratto dal loro primo album in studio *NSYNC.

## Tracce
CD Maxi
1. Here We Go (Radio Cut) – 3:34
2. Here We Go (Stonebridge Radio Version) – 3:50
3. Here We Go (Stonebridge Club Mix) – 7:42
4. Here We Go (Hudson & Junior Remix) – 4:01
5. Here We Go (Extended Mix) – 4:51

## Classifiche

### Classifiche settimanali
| Classifica (1997) | Posizione massima |
| ----------------- | ----------------- |
| Austria           | 8                 |
| Germania          | 8                 |
| Paesi Bassi       | 66                |
| Svizzera          | 5                 |

### Classifiche di fine anno
| Classifica (1997) | Posizione |
| ----------------- | --------- |
| Germania          | 76        |